# Pierre Laporte
Pierre Laporte, född 25 februari 1921, död 17 oktober 1970, var en kanadensisk advokat, journalist och politiker, som var Québecs vice premiärminister samt arbetsmarknadsminister innan han kidnappades av FLQ under Oktoberkrisen 1970. Hans kropp hittades i Paul Roses bil.